# Sebald Beham
Sebald Beham, uváděn též jako Hans Sebald Beham (* 1500, Norimberk - 22. listopadu 1550, Frankfurt nad Mohanem) byl německý malíř a rytec, řazený k tzv. Malým mistrům (Kleinmeister) norimberské renesance.

## Život

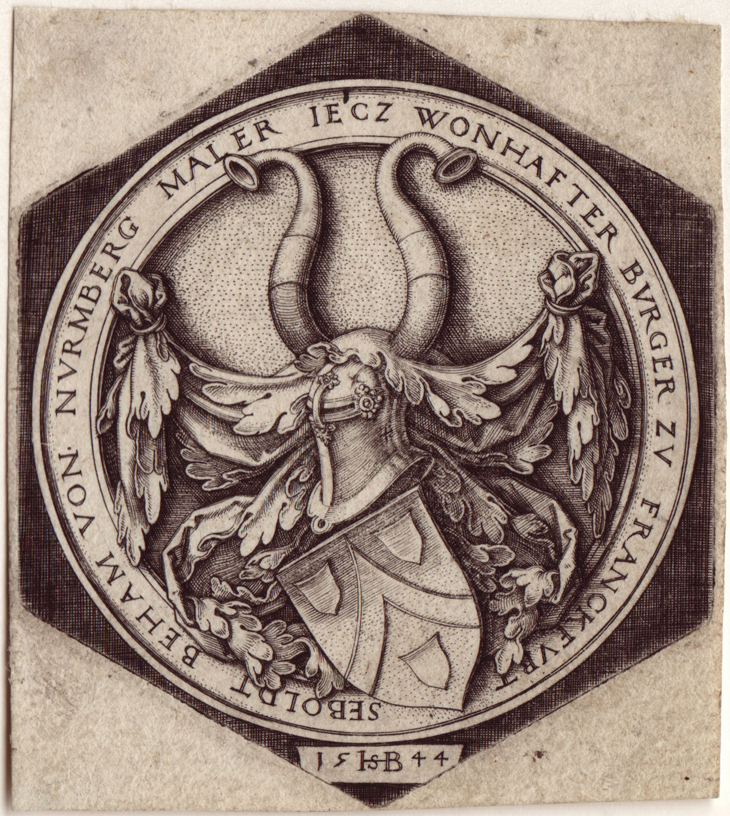
Vlastní erb Sebalda Behama

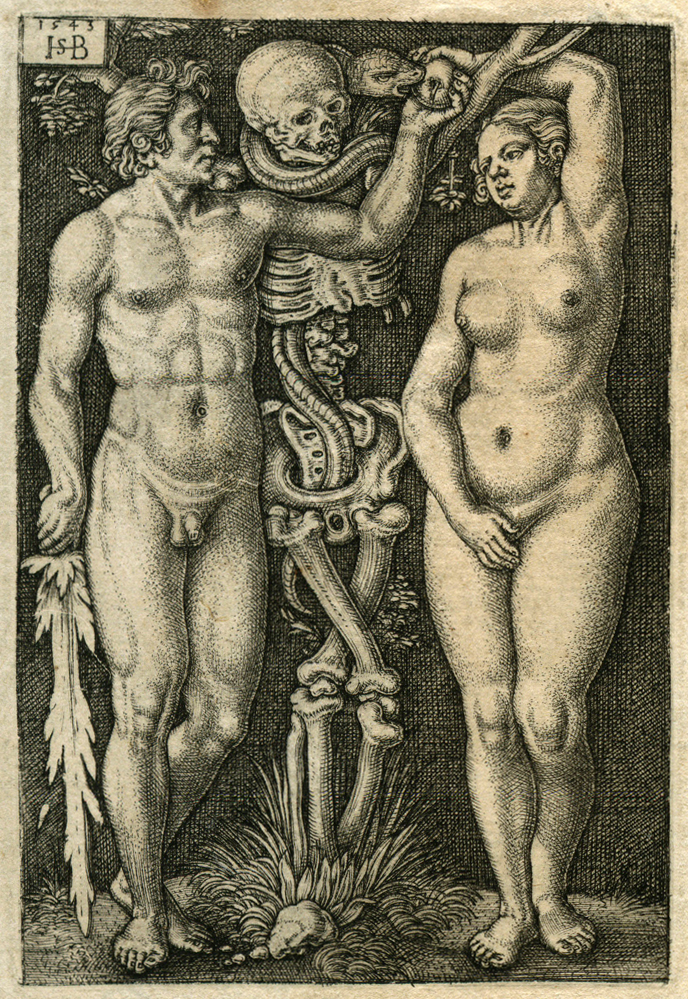
Sebald Beham, Adam a Eva, mědiryt

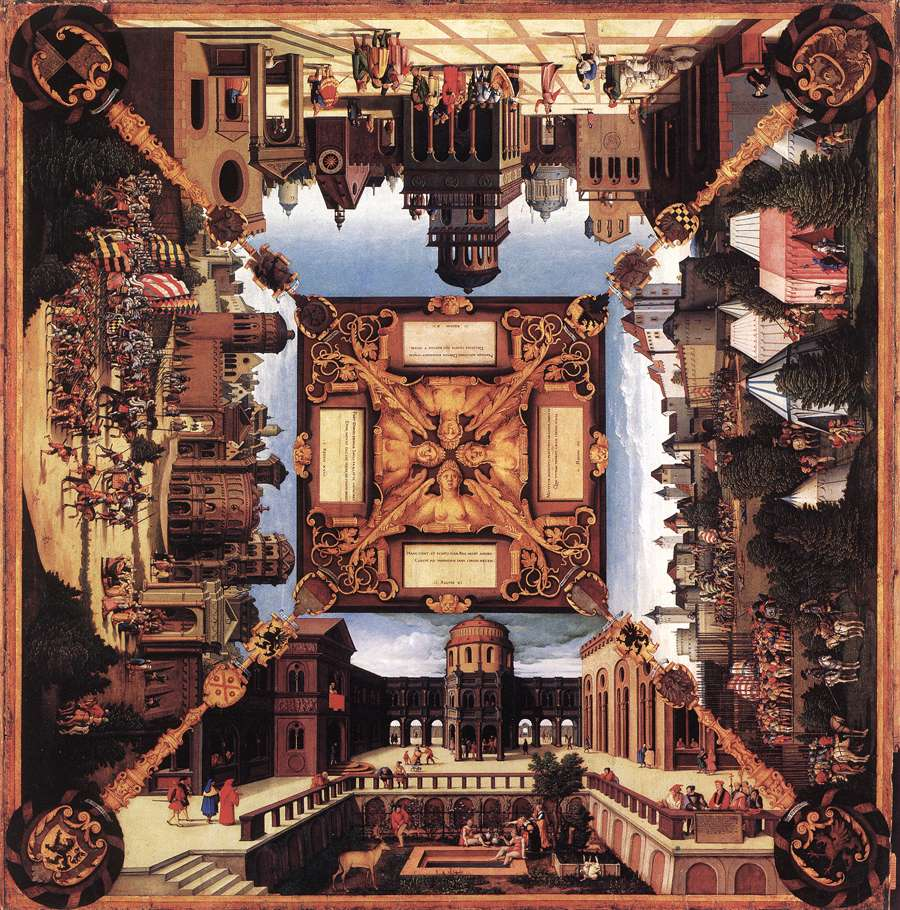
Sebald Beham, Čtyři scény ze života krále Davida, Louvre (1534)

Sebald Beham byl starší bratr Barthela Behama. Někdy je uváděn s křestním jménem Hans, které se vyvozuje z užívání monogramu HSP (Norimberk), později HSB (Frankfurt), ale nelze je doložit. O jeho rodičích a odborném školení v malířství a rytectví není nic známo, ale přibližně v letech 1515-1520 mohl být tovaryšem v dílně Albrechta Dürera. Roku 1521 je zaznamenán jako cestující malíř a roku 1525 má vlastní dílnu v Norimberku.
Roku 1524, po návštěvě Thomase Müntzera v Norimberku, se Sebald a jeho bratr Barthel spolu s dalším Dürerovým tovaryšem Georgem Penczem přihlásili k nábožensky a politicky radikálnímu křídlu reformace. Tito „bezbožní malíři“ byli zatčeni a v lednu 1525 u soudu obviněni z kacířství a rouhání. Rozsudek byl relativně mírný a skončil jen vyhnanstvím z Norimberku. Katolická městská rada se o dva měsíce později přiklonila k luteránství a umělec se mohl do Norimberku vrátit. Roku 1528 musel město narychlo opustit, když byl obviněn z plagiátorství nepublikovaného Dürerova spisu o koňských proporcích.
Sebald Beham pak pracoval v jiných německých městech - Ingolstadtu (1527, 1529, 1530), Augsburgu (1529, 1530) a Mnichově (1530). Od roku 1531 pobýval ve Frankfurtu nad Mohanem a roku 1540 se stal tamním občanem. Do Frankfurtu ho mohl pozvat vydavatel Christian Egenolff nebo se uchýlil pod ochranu míšeňského arcibiskupa kardinála Albrechta Braniborského, pro kterého v letech 1531 a 1534 pracoval.

## Dílo
Sebald Beham je znám především jako grafik. Během pobytu v Norimberku navrhl také okenní vitráže, ke kterým se zachovaly kresebné návrhy, navrhl také znak frankfurtského patricije. Dále maloval olejomalby a kolorované Knižní ilustrace.

### Malba a ilustrace
Roku 1534 vyzdobil stolní desku olejomalbou Čtyři scény ze života krále Davida. Knižní malbu reprezentují jeho celostranné kolorované ilustrace i jejich návrhové kresby pro Modlitební knihu saského kardinála Albrechta Braniborského z roku 1534, uložené ve Dvorní knihovně v Aschaffenburgu. Knihu vytvořil ve spolupráci se dvěma dalšími malíři, ale nazývá se podle něj Behamsches Gebetbuch.

### Grafika
Jeho grafické dílo zahrnuje 252 mědirytů, 18 leptů a kolem 1500 dřevořezů, včetně ilustrací dvou knih vydaných ve Frankfurtu nad Mohanem. Rytiny si sám tiskl, často jsou malých rozměrů (odtud označení "malí mistři", "Kleinmeister"), ale obsahují množství detailů. Dřevořezy byly většinou zhotoveny na zakázku. Vedle křesťanských motivů je výjimečný současný námět disputace Luthera s katolickými teology. Náměty mědirytů zahrnují řeckou mytologii, dobové alegorie a scény z venkovského života, někdy mají erotický podtext (Blázen a chlípné ženy,Dva blázni; Fontána mládí, Cimon a Pero, Leda s labutí, 1545). Některé nápady převzal od svého bratra a v pozdních letech často reinterpretoval Dürerovy grafiky, včetně slavné Melancholie, u které změnil měřítko (79 x 52 mm).

### Medaile
Vytvořil několik návrhů na medaile pro Jáchymovskou mincovnu, které prováděli jáchymovští rytci Wolf Milicz , Concz Welcz a další ještě po Behamově smrti.

## Galerie

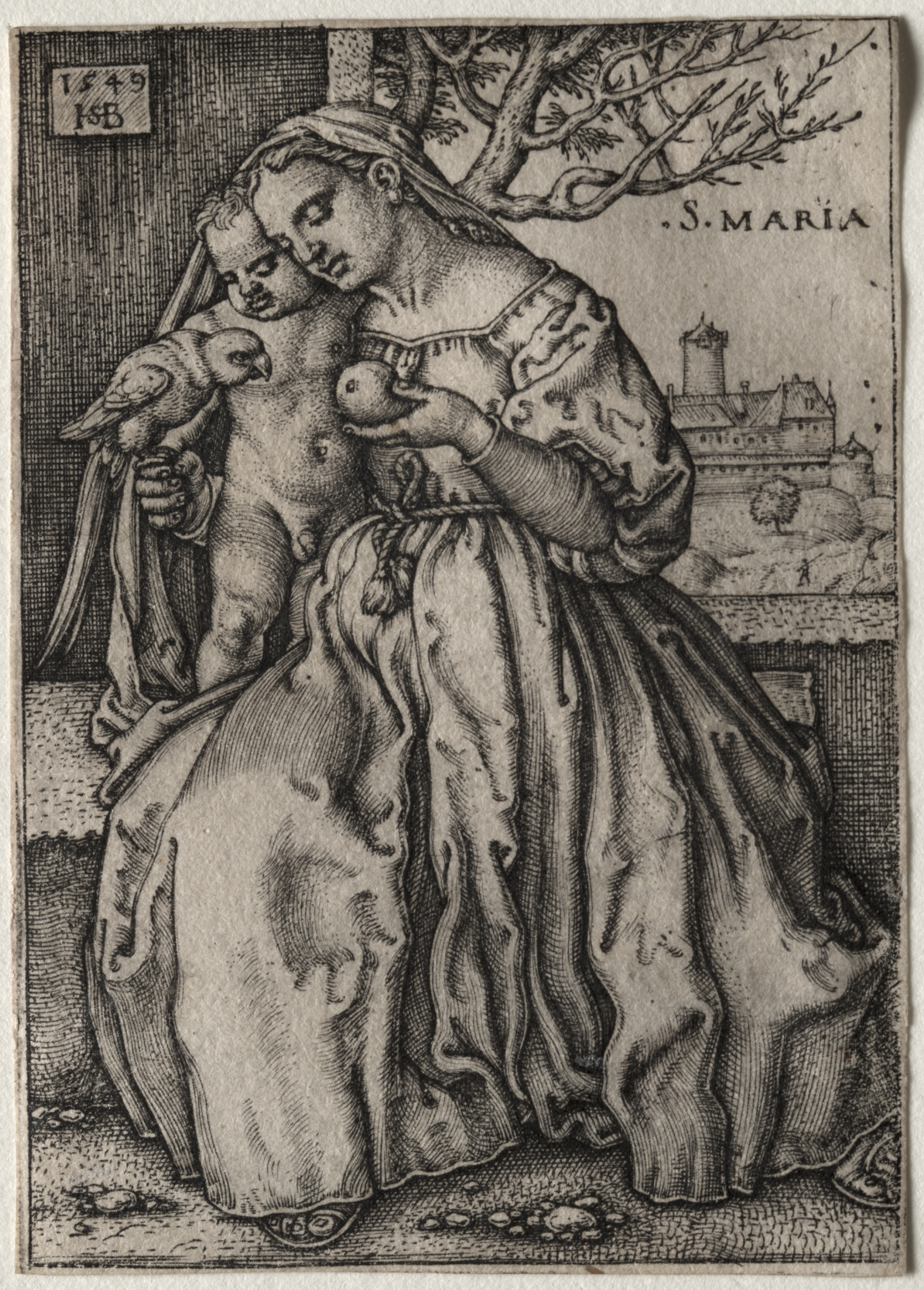
Panna Marie s dítětem a papouškem
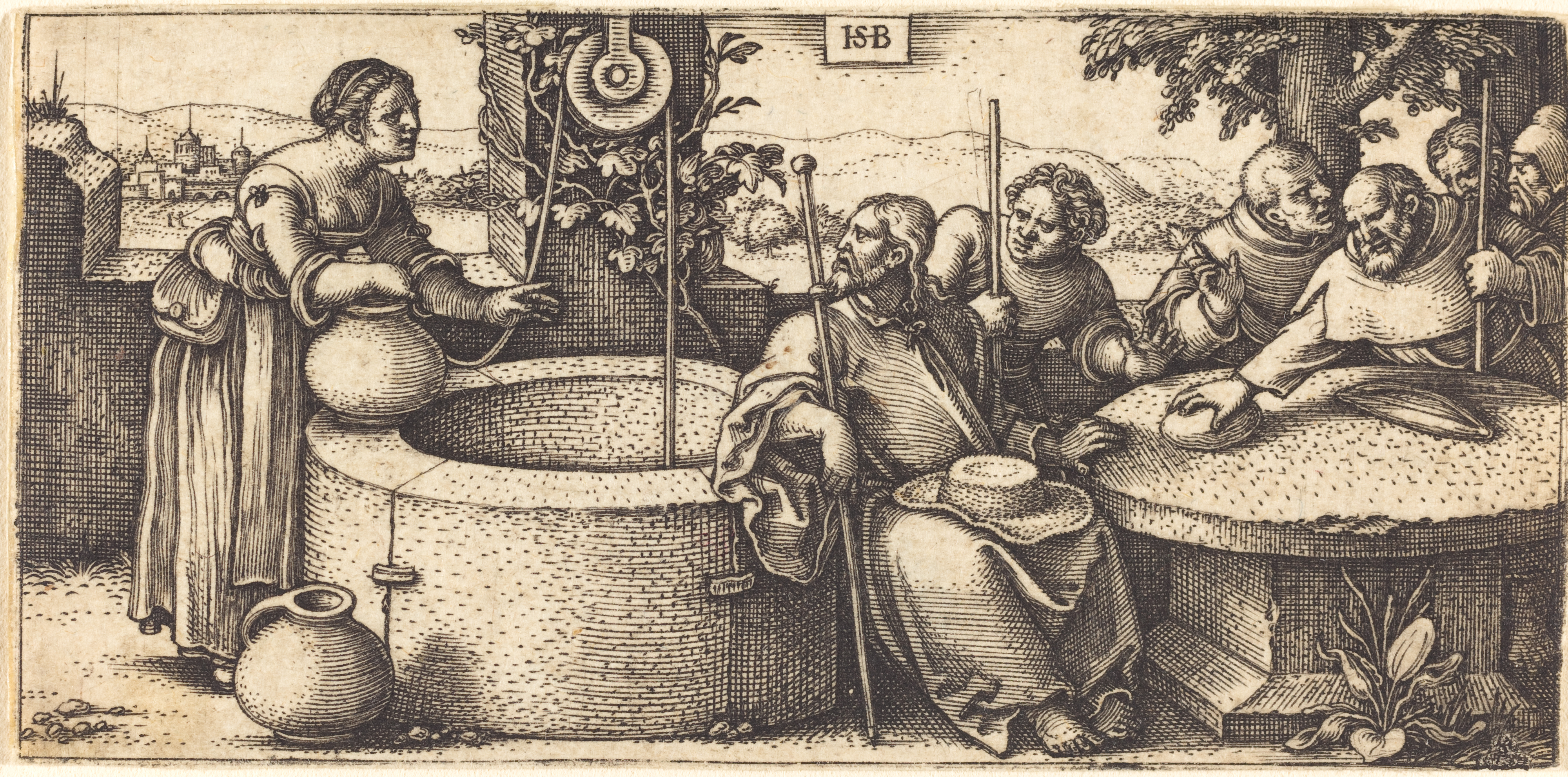
Kristus a žena ze Samaří
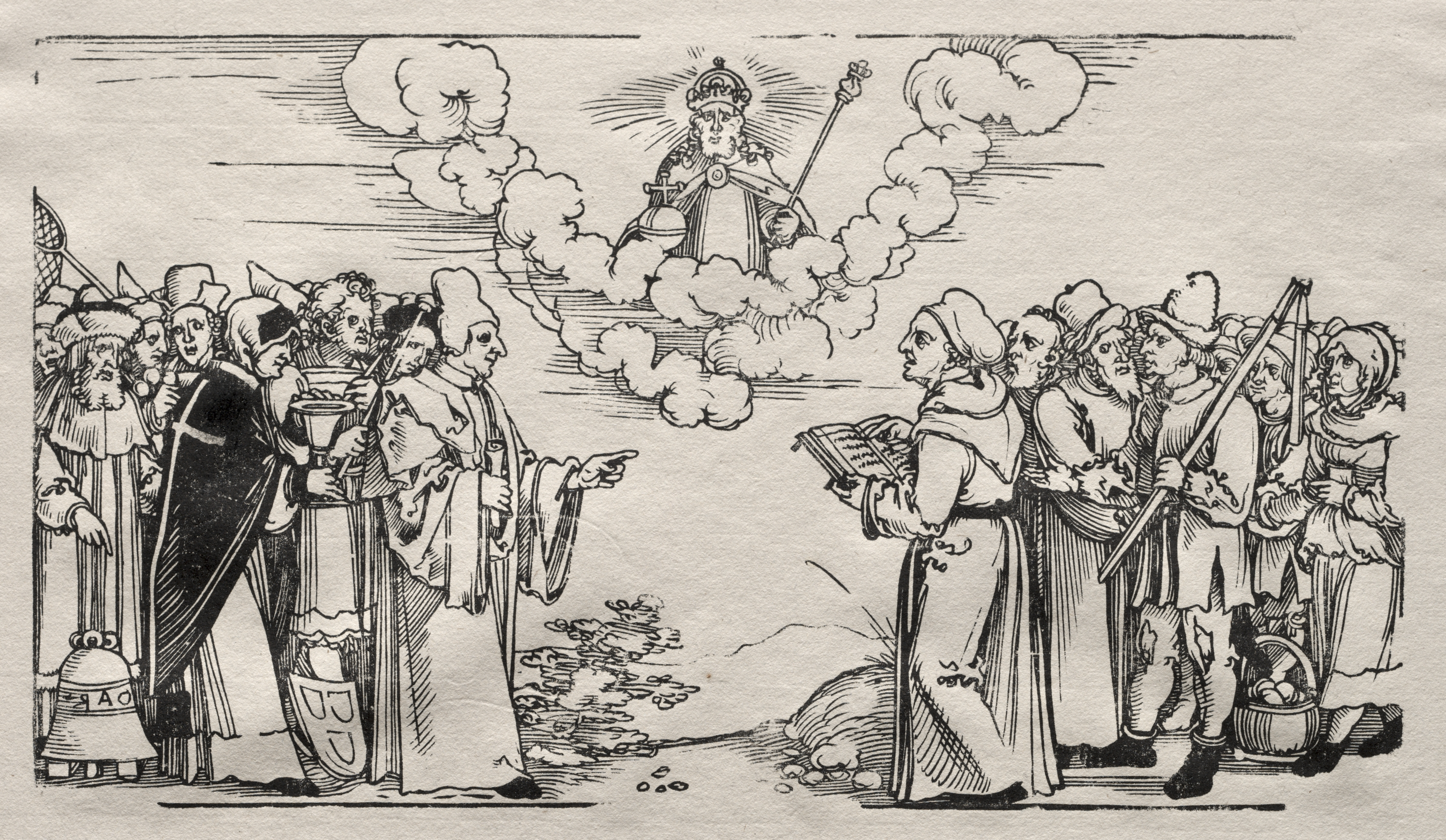
Disputace Luthera s katolickým teologem, dřevořez
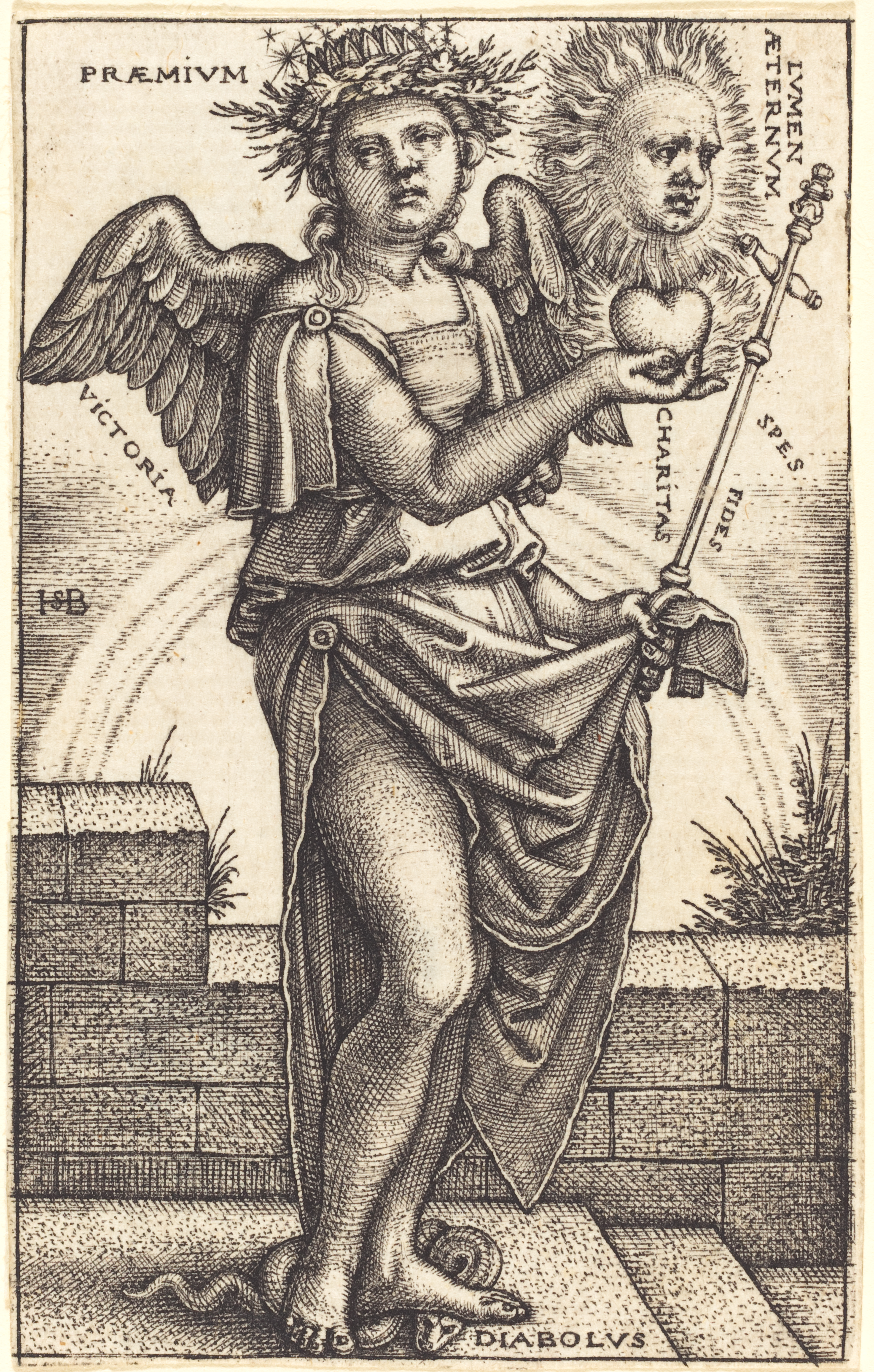
Alegorie křesťanství
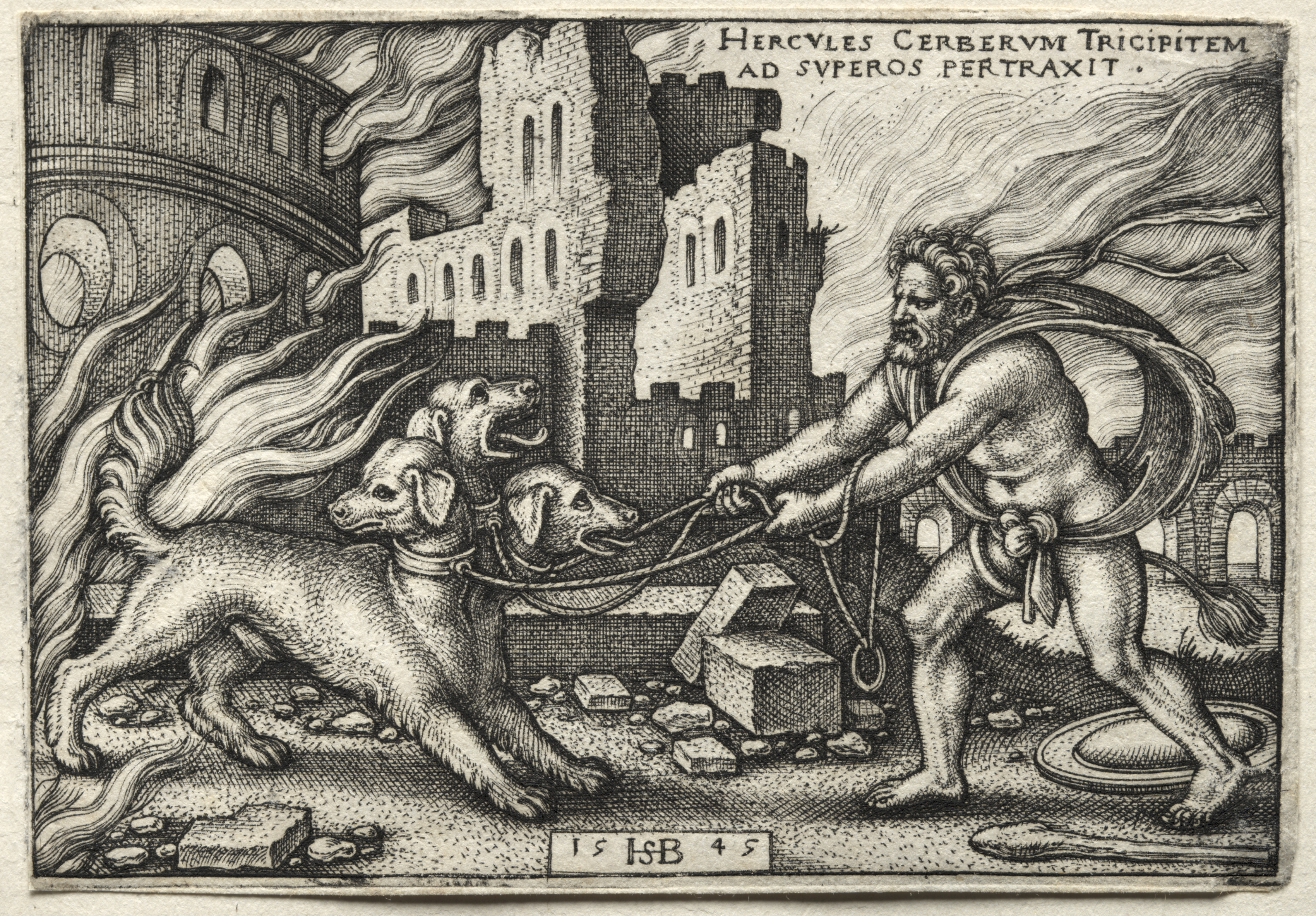
Hérakles krotí Cerbera, z cyklu 12 Héraklových činů
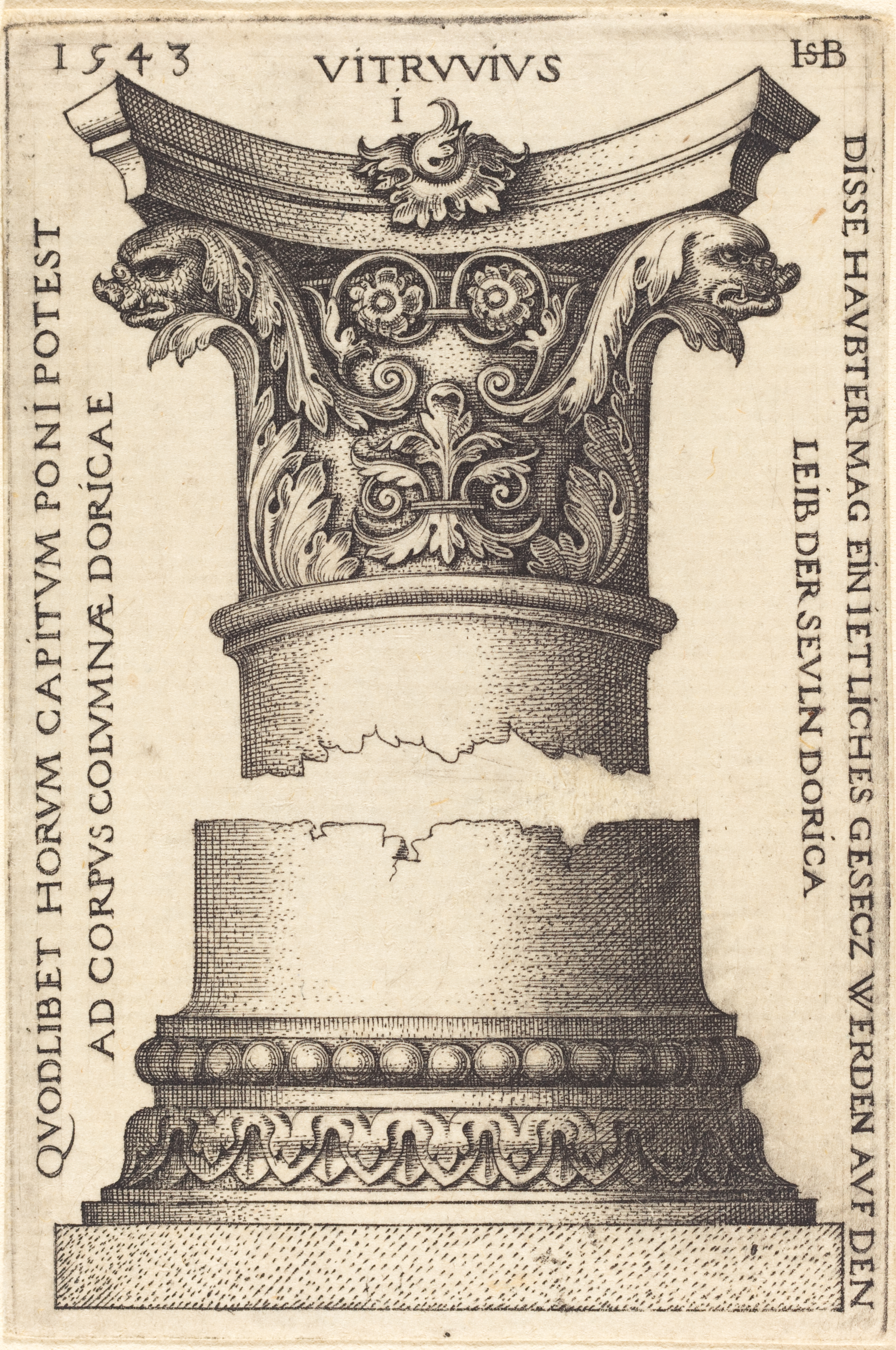
Sebald Beham, Dórský sloup z ilustrací k Vitruviovi, 1543
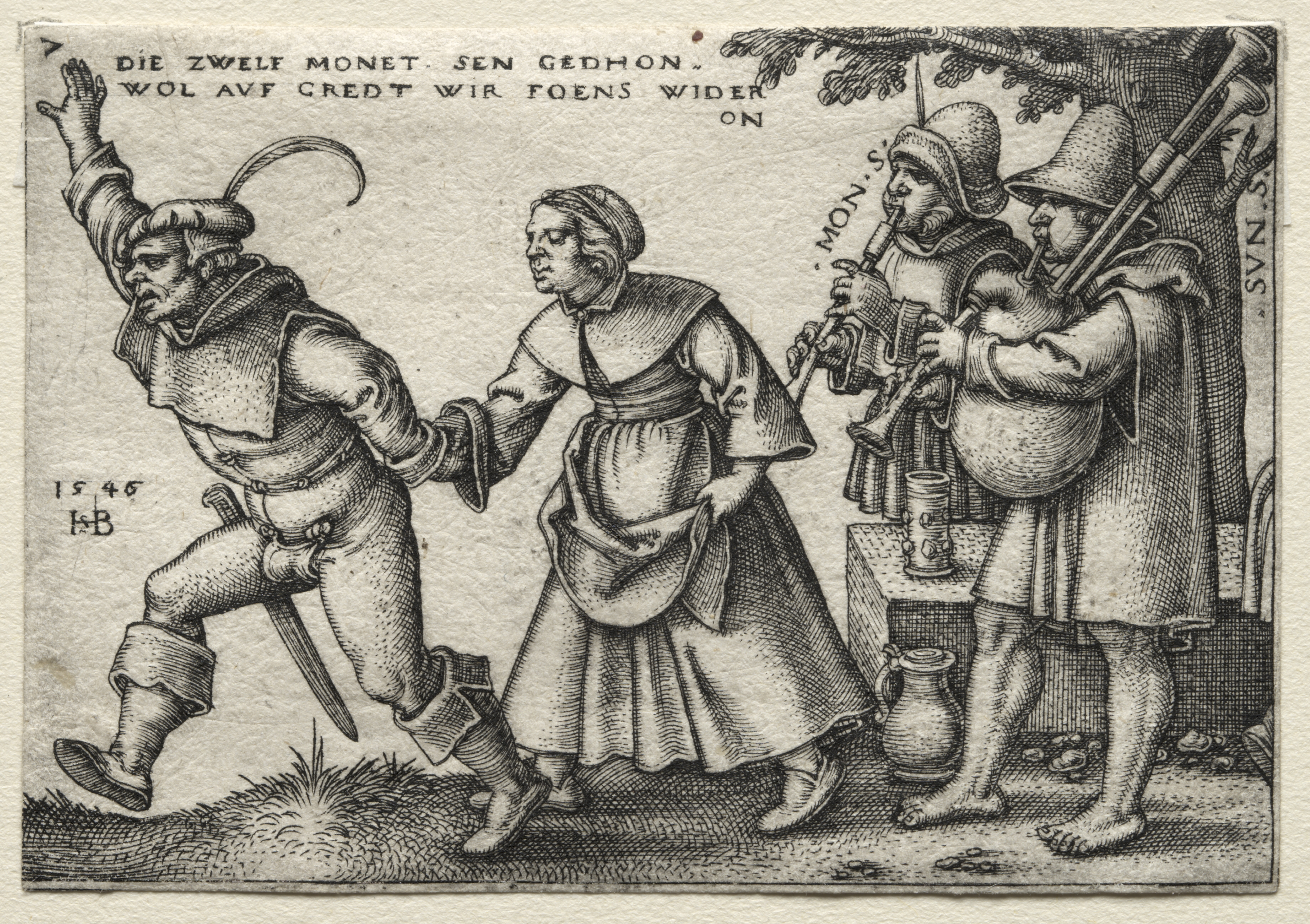
Venkovská svatba z cyklu 12 měsíců
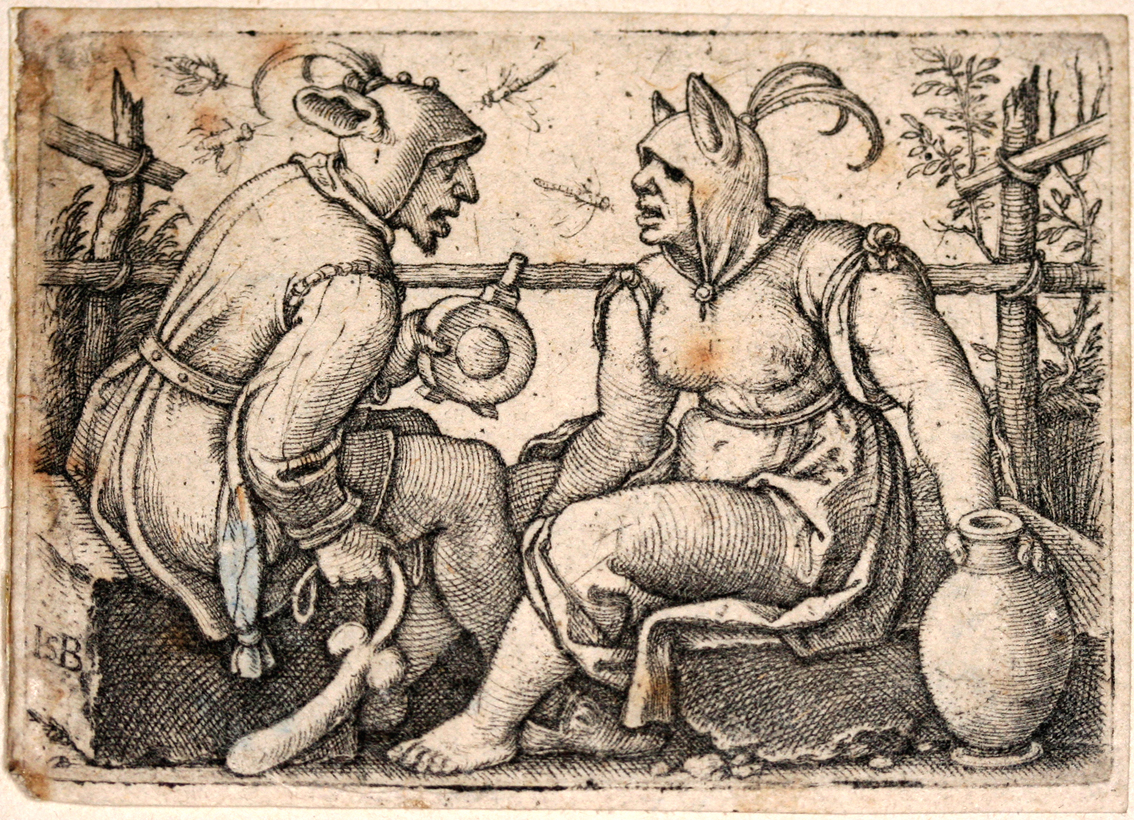
Blázni muž a žena, mědiryt
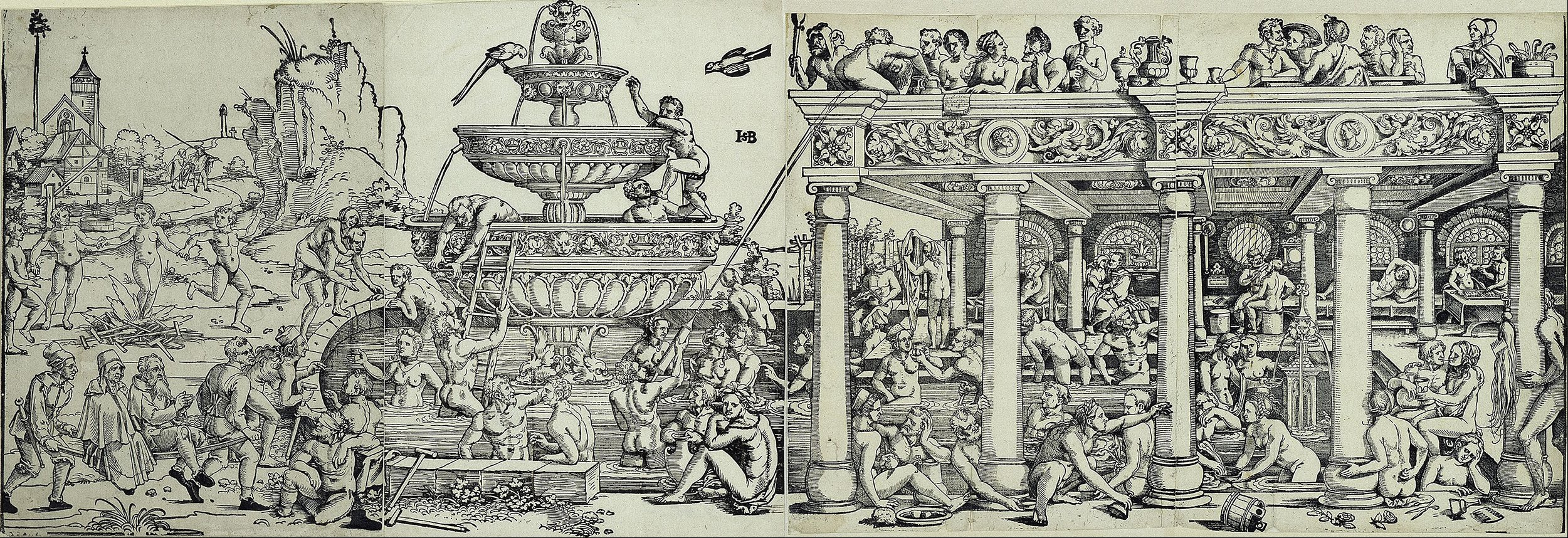
Fontána mládí